# Belize (Angola)
Belize és un municipi d'Angola a la província de Cabinda. Té una extensió de 1.600 km² i 19.459 habitants segons el cens de 2014. Comprèn les comunes de Luali i Miconje. Limita al nord i est amb la República del Congo, al sud amb la República Democràtica del Congo, i a l'oest amb el municipi de Buco Zau.